# Natação nos Jogos Parapan-Americanos de 2015
As competições de natação nos Jogos Parapan-Americanos de 2015 foram realizados em toronto, no Centro Aquático CIBC Pan e Parapan-Americano. Foram disputadas 116 provas, nos dias 8 e 14 de agosto.

## Medalhistas

### Masculino
| Evento                   | Ouro                              | Ouro  | Prata                   | Prata | Bronze                              | Bronze |
| ------------------------ | --------------------------------- | ----- | ----------------------- | ----- | ----------------------------------- | ------ |
| 50 metros livre detalhes | Josh Schneider USA Estados Unidos | 21.86 | Bruno Fratus BRA Brasil | 21.91 | George Bovell TTO Trinidad e Tobago | 22.17  |